# Keizersgracht (Eindhoven)

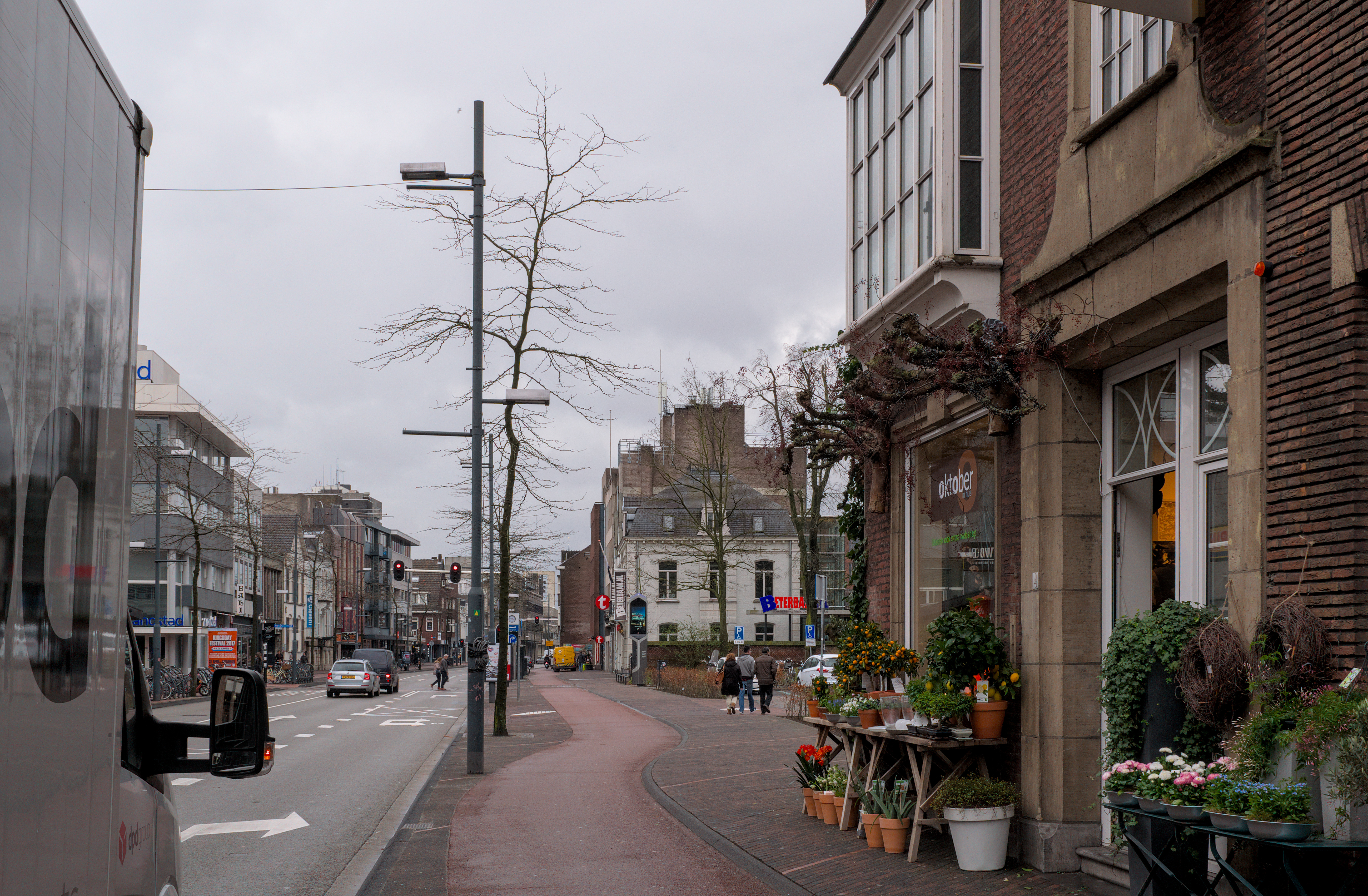
De Keizersgracht gezien vanuit het noordwesten

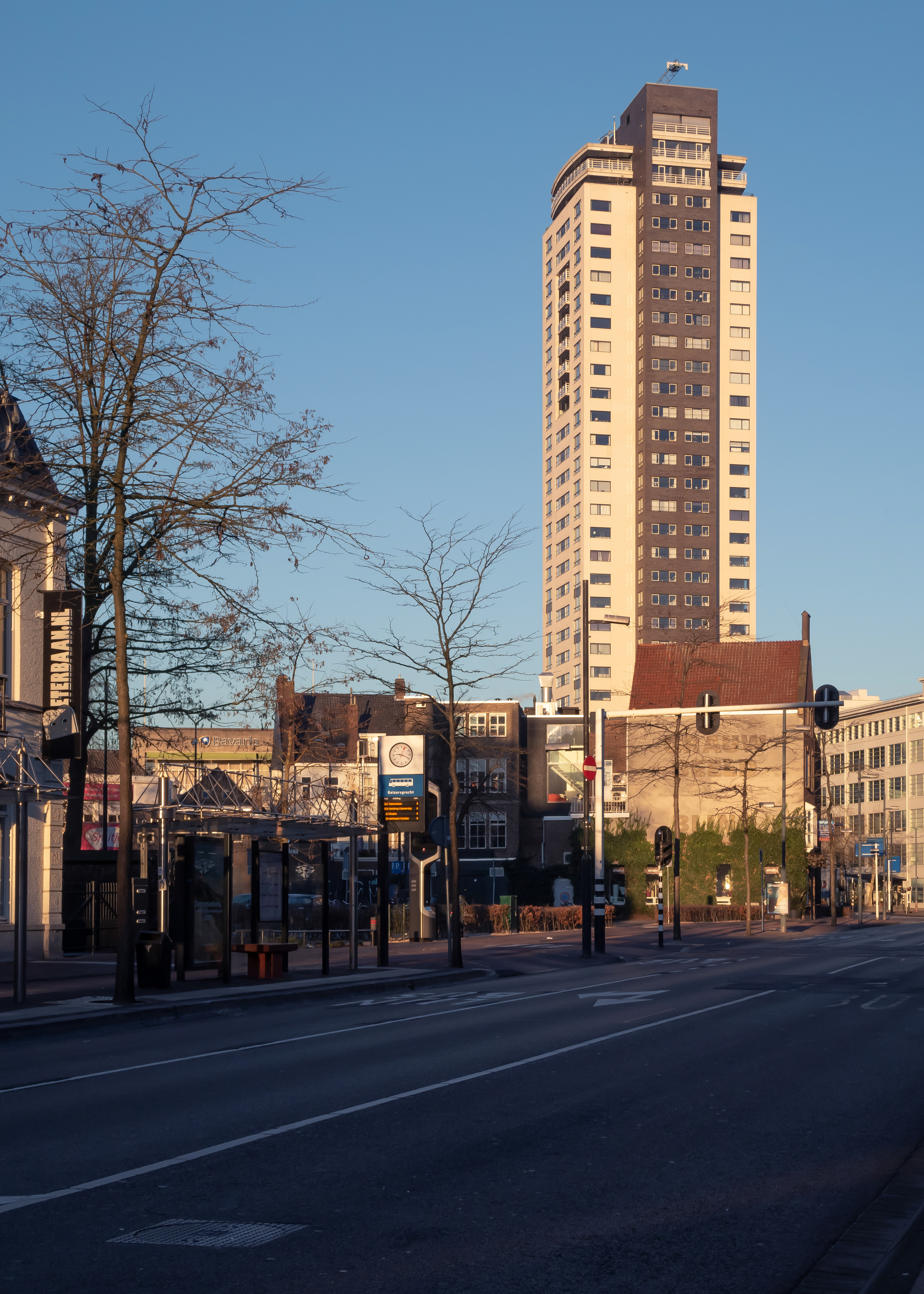
De Keizersgracht met woontoren de Regent op de achtergrond

De Keizersgracht is een straat in Eindhoven. Op de plek van de Keizersgracht lag vroeger een van de stadsgrachten rondom de stad, onderdeel van de stadsomwalling van Eindhoven. De straat is genoemd naar de Eindhovenaar Driek van Mierlo, die keizer van het schuttersgilde was en die in deze straat woonde.

## Geschiedenis
Op de kadastrale kaart van 25 oktober 1886 wordt de Keizersgracht aangeduid als "Wal genaamd Keizersgracht". Voordat de stadsgracht in 1928-1929 werd gedempt, stond er langs de gracht een rij bomen en boden bruggetjes toegang tot de huizen. Aan de Keizersgracht staan en stonden markante panden. Een aantal van die oude panden zijn vandaag de dag nog steeds in het straatbeeld te herkennen. Sommige daarvan hebben een monumentale status.
Op de plaats van het parkeerterrein aan de Keizersgracht stond sinds 1887 het pand Fens, dat lang als riante villa in gebruik is geweest. In 1968 is deze villa afgebroken. De bedoeling was om er een verbindingsstraat te maken van de Hooghuisstraat naar de Kleine Berg, maar van dit plan heeft men afgezien.
Op de kruising van de Grote Berg met de Keizersgracht stond het eerste verkeerslicht van Nederland met drie lampen. Het verkeerslicht werd in 1929 geplaatst en in 1932 in gebruik genomen.

## Herinrichting
Aangezien het doel van de gemeente is om de gehele binnenstad in 2025 autoluw te maken, is onder andere de Keizersgracht heringericht. Het aantal rijbanen is teruggebracht van twee naar één. Op de vrijgekomen ruimte is extra groen en er zijn nu meer oversteekplaatsen voor voetgangers.
18 Septemberplein ·
Berenkuil ·
Boschdijk ·
Demer ·
Dommelstraat ·
Emmasingel ·
John F. Kennedylaan ·
Keizersgracht ·
Markt ·
Mathildelaan ·
Oude Stadsgracht ·
Stationsplein ·
Stratumsedijk ·
Stratumseind ·
Vestdijk ·
Wal ·
Wilhelminaplein